# Бакхёйс Розебом, Хендрик Виллем
Хендрик Виллем Бакхёйс Розебом (нидерл. Hendrik Willem Bakhuis Roozeboom; 24 октября 1854 года, Алкмар — 2 февраля 1907 года, Амстердам) — нидерландский физикохимик, один из основоположников физико-химического анализа.

## Биография
По окончании курса в реальном училище, Розебом в 1874 поступил в Лейденский университет; недостаток средств заставил Розебома в 1875—1878 годах служить на химической фабрике в Гааге. В 1878 году поступил ассистентом к профессору химии ван Беммелену в лейденском университете; одновременно с исполнением ассистентских обязанностей Розебом изучил химию и в 1884 получил степень доктора по защите диссертации «О гидратах газов». С 1890 — приват-доцент, с 1892 — лектор; в 1896 приглашен в Амстердам на открывшуюся кафедру химии после ухода Вант-Гоффа.
Физическая химия обязана Розебому развитием весьма существенной части учения о химическом равновесии, а именно о равновесии в неоднородной среде. Теоретические представления Гиббса о правиле фаз нашли иллюстрацию в работах Розебома. Можно сказать, что до появления этих работ самая теория, обобщающая весьма большой круг разнородных явлений, была мертвой буквой. Розебому принадлежат исследования равновесия систем, построенных из одного, двух и трёх веществ.

## Работы
- По приложению правила фаз к равновесию в системе из одного вещества:
  - «О фосфоре» («Rec. Trav. Chim. Pays Bas», VI, 272)
  - «О циануровой кислоте» (ib., VI, 204)
- По приложению правила фаз к равновесию в системе из двух веществ:
  - «Хлороводород и вода», «Бромоводород и вода» («Rec. Trav. Chim. Pays Bas», 3, 84; «Zeitschr. Physik. Chem.», 2, 454)
  - «Сернистый ангидрид и вода» (ib., 2, 450)
  - «Гидраты хлористого кальция» (ib., 4, 31)
  - «Гидраты хлорного железа» (ib., 10, 492)
- По приложению правила фаз к изучению равновесий в системах из трёх и более веществ:
  - общая теория (ib., 12, 359, 15, 145 и др.)
  - «Равновесие между MgSO4, Na2SO4 и водой» (ib., 2, 518)
  - «Равновесие между FeCl3, HCl и водой» (вместе с Шрейнемакером (ib., 15, 588).